# Величковский, Анатолий Евгеньевич
Анатолий Евгеньевич Величковский (1901—1981) — педагог, поэт и прозаик русского зарубежья.

## Биография
Вырос на юге России, летом жил в имении своего отца, зимой — в Елисаветграде, где отец преподавал в юнкерском училище. Величковский был офицером в Добровольческой армии и эмигрировал через Польшу во Францию. Здесь он был сначала рабочим на металлургическом заводе в Канне, потом шофёром такси в Лионе. Во время второй мировой войны он окончательно переселился в Париж.
Жена — киевлянка второй волны эмиграции Нина Ровская.

## Творчество
Стихи Величковского с 1947 печатались в журналах и антологиях. Его первый сборник «Лицом к лицу» (1952) опубликовал Сергей Маковский в издательстве «Рифма», затем, вслед за публикацией самого большого прозаического произведения Величковского — сатирической повести «Богатый» (1972), последовал его второй сборник стихов «С бору по сосенке» (1974). Третий сборник стихов называется «О постороннем» (1979). После его смерти друг поэта Ренэ Герра опубликовал тиражом 200 экземпляров ещё один сборник стихов под названием «Нерукотворный свет» (1981), подготовленный к печати самим поэтом. «А.Величковского можно назвать поэтом-экологом, первым поднявшим свой голос в защиту природы». (Р. Герра)

Его поэзия основывается на религиозности и близости к природе. При этом природа, которую он любовно описывает, всегда служит исходным пунктом для духовного осознания человеческого бытия. Величковский противопоставляет мир разума и техники, созданный человеческими усилиями, миру Божьего творения, в наиболее чистой форме познаваемого в природе. Величковский трезво смотрит на повседневную жизнь, признавая её права, но он восстает против мира, в котором успех обеспечивается насилием, вероломством и хитростью.

(Вольфганг Казак)